# Лисициан, Тамара Николаевна
Тама́ра Никола́евна Лисициа́н (арм. Լիսիցյան Թամար Նիկոլայի; 3 марта 1923, Тифлис — 29 ноября 2009, Москва) — советский кинорежиссёр и сценарист. Заслуженный деятель искусств РСФСР (1985).

## Биография
Родилась в Тифлисе (ныне Тбилиси) в семье Марфы Ивановны и Николая Павловича Лисицианов. По отцовской линии она была двоюродной сестрой известного советского оперного певца Павла Лисициана. Отец умер, когда ей было 9 лет, и после его смерти мать воспитывала её одна.
В 1939 году она поступила на актёрский факультет Тбилисского театрального института, а в 1941 году — в Московское городское театральное училище (доучивалась в 1944—1946 годах). С началом Великой Отечественной войны обратилась в Московский горком ВЛКСМ к А. Н. Шелепину с просьбой отправить её на фронт. В итоге была направлена в разведывательно-диверсионную часть особого назначения при Западном фронте, заброшена в тыл противника, попала в плен. Смогла бежать из концлагеря на Украине и присоединиться к партизанскому отряду, в составе которого принимала участие в боевых операциях. В ходе одной из них получила контузию и попала в госпиталь.
После окончания войны вышла замуж за Луиджи Лонго, сына и полного тёзку одного из руководителей Итальянской коммунистической партии (они познакомились ещё в 1938 году в Грузии). Несколько лет жила в Италии, работала заведующим монтажного отдела в представительстве «Совэкспортфильма». В 1952 году с мужем и сыном Сандро вернулась в СССР, училась на режиссёрском факультете ГИТИСа, а в 1954 году по совету В. И. Пудовкина перевелась в режиссёрскую мастерскую Г. М. Козинцева во ВГИКе, которую окончила в 1959 году.
В качестве дипломной работы сняла свой первый полнометражный фильм по детской повести Сергея Михалкова «Сомбреро». Во время практики на «Мосфильме» познакомилась со своим вторым мужем, кинооператором Виктором Листопадовым. Получив распределение на «Мосфильм», занималась дублированием иностранных кинокартин, восстановлением фильмов «Пётр Первый», «Крестьяне», «Пэпо», «Трактористы», «Встреча на Эльбе» и других. Готовилась к постановке фильма «Сказка о потерянном времени», но была заменена руководством студии на Александра Птушко. В 1970—1980-х годах в качестве режиссёра сняла несколько популярных в СССР художественных фильмов. Автор сюжетов в выпусках «Альманаха кинопутешествий».
В 1997 году в Италии, а в 2002 и 2005 годах в России была издана её автобиографическая повесть «Нас ломала война…».
Член КПСС с 1958 года, член Союза кинематографистов СССР (Москва).
Скончалась 29 ноября 2009 года в Москве. Похоронена на Ваганьковском кладбище.

## Фильмография
- 1959 — Сомбреро
- 1961 — Космонавт №… (короткометражный)
- 1963 — СССР глазами итальянцев / Новое на Востоке (СССР — Италия; совместно с Р. Марчеллини[итал.] и Л. Кортезе)
- 1969 — Вашу лапу, медведь! (стереоскопический)[9]
- 1973 — Чиполлино
- 1977 — Волшебный голос Джельсомино
- 1981 — На Гранатовых островах
- 1983 — Тайна виллы «Грета»
- 1987 — Загадочный наследник
- 1991 — Встреча с духоборцами Канады[10][11]

Киножурнал «Фитиль»
- 1965 — Коварство и любовь (сюжет № 42)
- 1968 — Обчистили (сюжет № 72)

## Награды
- орден Отечественной войны II степени (6 апреля 1985)[12]
- медаль «За отвагу» (6 мая 1994)[13]
- заслуженный деятель искусств РСФСР (1985)[6].